# Bundesstraße 60
Pour les articles homonymes, voir B60 et Route 60.
La Bundesstraße 60 (abrégé en B 60) est une ancienne Bundesstraße reliant la frontière néerlandaise, près de Straelen, à Mülheim.

## Localités traversées
- Straelen
- Kerken
- Moers
- Duisbourg
- Mülheim